# NGC 7785
NGC 7785 ist eine Elliptische Galaxie vom Hubble-Typ E5 im Sternbild Fische auf der Ekliptik. Sie ist schätzungsweise 176 Millionen Lichtjahre von der Milchstraße entfernt und hat einen Durchmesser von etwa 125.000 Lj.
Das Objekt wurde am 25. Oktober 1785 von Wilhelm Herschel entdeckt.